# وادي الهاتش
وادي الهاتش هو اسم وادي ونهر في وسط تونس. وادي الهاتش الذي ينبع بالقرب من الحدود الجزائرية على الجانب الغربي من ولاية القصرين ويتدفق عبر ولاية سيدي بوزيد. وتقع في حوضها بحيرات الملح الموسمية بما في ذلك سبخت النوال وسبخت المشقية. تتميز المناظر الطبيعية بأنها شبه قاحلة مع وجود مناطق مروية تستخدم للزراعة والرعي. المناخ معتدل في الليل، باستثناء الظروف الغائمة غير المعتادة، ويقتصر هطول الأمطار إلى حد كبير على أشهر الشتاء/أوائل الربيع.